# Крепостная пехотная бригада «Лётцен»
Крепостная пехотная бригада «Лётцен» — временное соединение вермахта, принимавшее участие в польской кампании.

## Формирование и боевые действия
Бригада была сформирована в 1-м корпусном округе для участия в польской кампании и была укомплектована военнообязанными пожилых возрастов. Названием обязана восточнопрусскому городу Лётцен (ныне Гижицко). Первоначально бригада действовала в составе группы «Бранд», входившей в 3-ю армию, затем передана под командование 19-го моторизованного армейского корпуса генерала танковых войск Гудериана, который лестно отозвался о её действиях в своих мемуарах «Воспоминания солдата»:

Я направился в бригаду «Лётцен», которую первоначально предполагалось использовать в качестве гарнизона этого укрепления, однако затем она была введена в бой при наступлении через Нарев. Бригада и её командир полковник Галь произвели на меня отличное впечатление. Форсирование реки прошло удачно, и само наступление осуществлялось энергично. Я одобрил меры, принятые командиром бригады [militera.lib.ru/memo/german/guderian/index.html].

 После окончания кампании на основе бригады была сформирована 311-я пехотная дивизия.

## Командующие
- полковник Галь
- генерал-майор О. Оттенбахер

## Состав
- 161-й ландверный пехотный полк
- 162-й ландверный пехотный полк
- 161-й ландверный инженерный полк (Мюллер-Гиллебранд, ПРИЛОЖЕНИЕ 4, пункт VI.)
- бригадные вспомогательные части, имеющие номер 161